# Miguel Cantilo
Miguel Cantilo (Buenos Aires, 5 de noviembre de 1949) es un músico argentino que formó parte del dúo Pedro y Pablo en los comienzos del rock de Argentina.

## Biografía
Nació en Buenos Aires, en una familia numerosa de diez hermanos. A los 15 años debuta como profesional en locales nocturnos de su ciudad como vocalista y un año después aparece en Telenoche presentado por Andrés Percivale.

## Pedro y Pablo

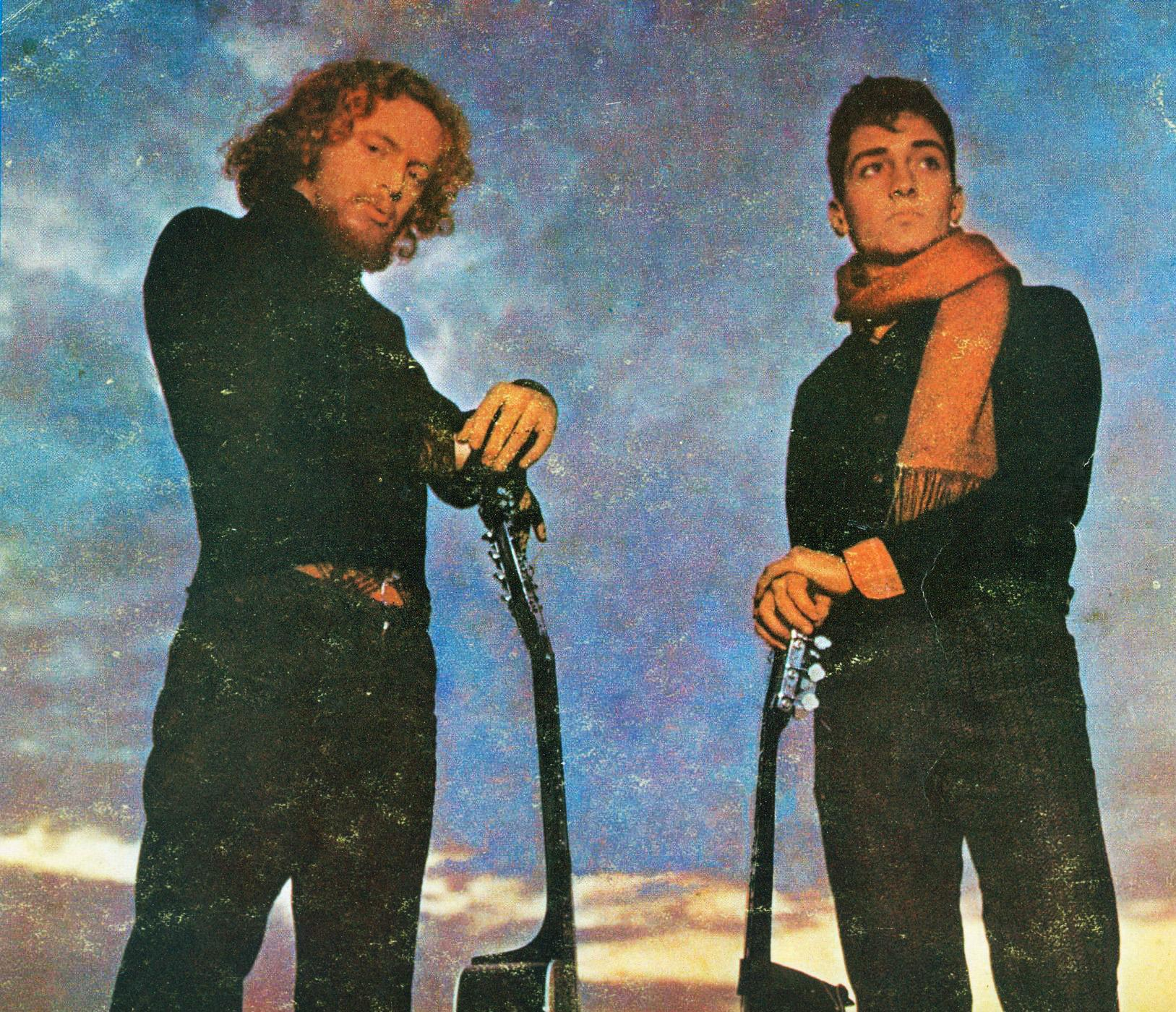
El dúo Pedro y Pablo en 1970: Izquierda: Miguel Cantilo, Derecha: Jorge Durietz.

En 1967 conoce a Jorge Durietz y junto con él funda el grupo Los Cronopios, con el cual se presentan en Punta del Este (Uruguay), haciendo un repertorio de Los Beatles.
En 1968 el grupo se reduce a un dúo acústico que llaman Pedro y Pablo, nombre con el cual serían conocidos en las siguientes décadas, generando una legión de fanes que fue aumentando con los años sobre la base de la poesía de sus letras, las vocalizaciones y riqueza musical, y la actitud contestataria.
Comienzan a circular por los cafés concert y teatros del circuito porteño, hasta que en 1969 graban su primer simple con los temas Yo vivo en esta ciudad y Los caminos que no sigue nadie.
En 1970 graban su primer LP, que contiene los temas del simple y el hit La marcha de la bronca, canción con la cual ganan el primer premio en el "Festival Nacional de Música Beat". 
Otros temas que componían aquel primer LP fueron ¿Dónde va la gente cuando llueve?, Vivimos, paremos, Che ciruja y Guarda con la rutina, entre otros.
A partir de 1971, el sello discográfico comienza a rechazar temas de Cantilo propuestos para el segundo disco, como En este mismo instante o Catalina Bahía, por lo cual cambian al sello Trova y graban en 1972 el segundo LP llamado Conesa. 
Los temas antes censurados fueron luego canciones emblema del dúo y, en el caso de Catalina Bahía, se convirtió en un auténtico himno de fogón.
En 1973 graba su primer LP solista llamado Miguel Cantilo y Grupo Sur y en 1974 graba Apóstoles, junto a Durietz y a otros músicos de La Cofradía de la Flor Solar, aunque este álbum no aparecería hasta 1981 por razones de censura.

## Exilio en España y retorno a la Argentina

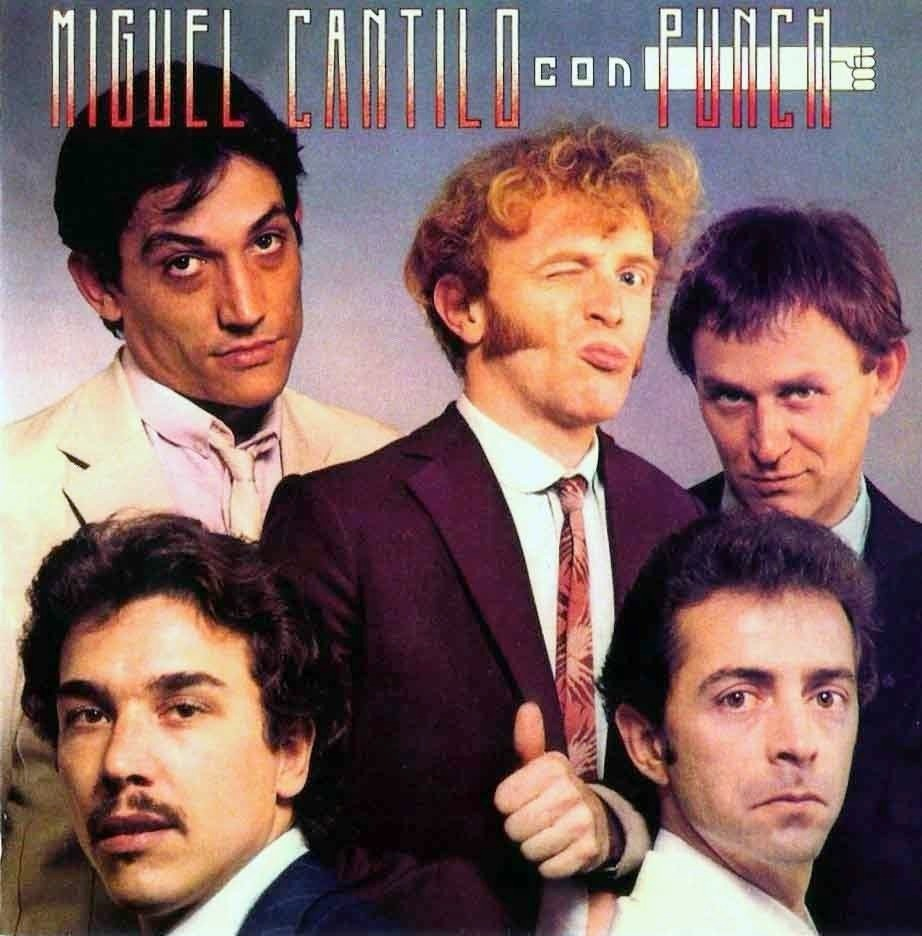
A donde quiera que voy (1980). Cantilo fue pionero en la new wave argentina.

Luego de un periplo por Sudamérica, en 1977 Cantilo emigra a España, donde forma el grupo Punch.
Regresó a la Argentina con Punch, a principio de los años 1980, alternando paulatinamente su carrera con Pedro y Pablo, y ya en 1983, editando su segundo disco solista: Unidad. 
Durante el resto de los 80 y los 90 se abocó a su carrera solista, publicando álbumes como La nueva vanguardia, Mateína o De amores y pasiones.
En 1985 y 2005 recibió el Premio Konex - Diploma al Mérito como uno de los 5 mejores Autores/Compositores de Rock de la década en Argentina. En 2015 obtuvo su tercer Premio Konex, esta vez el de Platino en la categoría Canción de Autor.
El 21 de noviembre de 2003 presentó su disco Sudamérica va en el local porteño La Trastienda. 
El 13 de mayo de 2006 realizó la presentación oficial de Clásicos en el Teatro Opera de la ciudad de Buenos Aires, disco que contó con gran cantidad de músicos invitados y la prensa estuvo a cargo de Margarita Bruzzone.
En 2007 editó Consciencia y realizó una gira por España presentando sus temas.
A lo largo de su carrera, Cantilo ha abarcado muchos estilos musicales: tango, rock, bossa nova, reggae, blues y los ritmos rioplatenses de Sudamérica va: una combinación de estilos latinoamericanos.
En el año 2010 participó en la película Pájaros volando.
María José Cantilo, quien fue una cantante y compositora de cierto renombre, era su hermana menor. Miguel ha trabajado con diversos artistas, entre ellos la cantante de rock Fabiana Cantilo; con la cual son primos terceros.

## Discografía
Pedro y Pablo
- Yo vivo en esta ciudad (1970)
- Conesa (1972)
- Apóstoles (1975, editado en 1981)
- Contracrisis (1982)
- Pedro y Pablo en vivo (1982)
- Pedro y Pablo en gira (1984)
- Corazón sudamericano (1985)
- No-Venta (1990)
- En concierto 2009 - 2015 (2016)
- Unidos por el cantar (2018)

Cantilo y Punch
- A dondequiera que voy (1980)
- En la jungla (1981)

Solista
- Miguel Cantilo y Grupo Sur (1975)
- Unidad (1983)
- La nueva vanguardia (1984)
- Mateína (1985)
- Locomotor (1988)
- Canciones para vivir mejor (1992)
- Saqueo (1994)
- De amores y pasiones (1997)

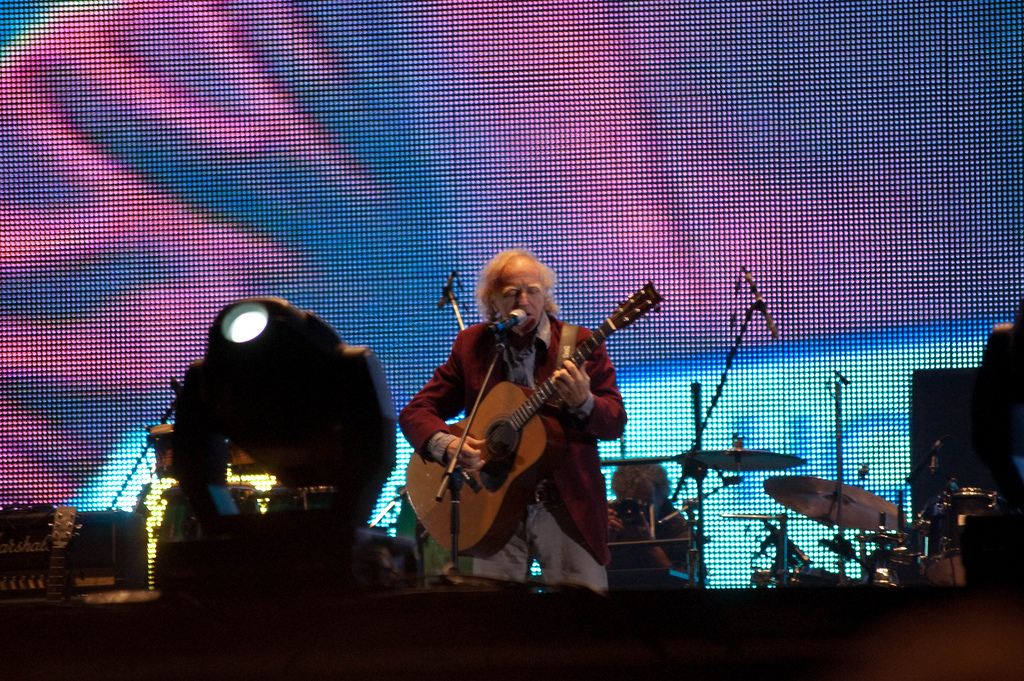
Cantilo en el año 2010 durante el Homenaje al Rock Nacional.

- Canciones para una década infame (2000)
- Sudamérica va (2003)
- Clásicos (2005)
- Música en el Salón Blanco (En vivo, DVD) (2006)
- Consciencia (2008)
- Cantilenas (2012)
- Cantangos (2013)
- Canciones de la buhardilla (2014)
- Todo concuerda (2018)
- Día de sol (2019)
- Corazón acústico (2021)
- Cuentos cantados (2022)
- Canciones del sur (En vivo) (2023)
- Despertar (2023)